# Сколянковська-Воля
Сколянковська-Воля (пол. Skolankowska Wola) — село в Польщі, у гміні Іваніська Опатовського повіту Свентокшиського воєводства.
Населення — 211 осіб (2011).
У 1975-1998 роках село належало до Тарнобжезького воєводства.

## Демографія
Демографічна структура на день 31 березня 2011 року:
|          | Загалом | Допрацездатний вік | Працездатний вік | Постпрацездатний вік |
| -------- | ------- | ------------------ | ---------------- | -------------------- |
| Чоловіки | 103     | 19                 | 75               | 9                    |
| Жінки    | 108     | 27                 | 53               | 28                   |
| Разом    | 211     | 46                 | 128              | 37                   |